# Dulacia guianensis
Dulacia guianensis là một loài thực vật có hoa trong họ Olacaceae. Loài này được (Engl.) Kuntze mô tả khoa học đầu tiên năm 1891.